# Centro nazionale di prevenzione e difesa sociale
Il Centro nazionale di prevenzione e difesa sociale (CNPDS) fu fondato nel 1948 da Adolfo Beria di Argentine con l'obiettivo di analizzare le condizioni e gli aspetti della prevenzione sociale, analizzandone al contempo le dinamiche evolutive con una particolare attenzione alle problematiche nel pubblico dibattito. Oggi è denominato Fondazione centro nazionale di prevenzione e difesa sociale - Onlus.
In applicazione delle risoluzioni del Settimo Congresso delle Nazioni Unite (Milano, 1985) sulla prevenzione del crimine e la giustizia penale e nell’ambito del Programma delle Nazioni Unite per il rafforzamento della cooperazione tecnica e scientifica nel settore della prevenzione del crimine, la Division for Treaty Affairs, United Nations Office on Drugs and Crime-UNODC ha promosso l’istituzione di un Consiglio internazionale consultivo scientifico e tecnico al fine di creare un trasferimento di conoscenze ed uno scambio di informazioni su base internazionale circa i nuovi sviluppi nel settore della prevenzione del crimine e della giustizia penale, nonché di promuovere attività di formazione per incrementare le strutture dei Paesi in via di sviluppo, in applicazione delle deliberazioni delle Nazioni Unite, e per fornire agli stessi assistenza tecnica per far fronte a nuove forme transnazionali di criminalità. Detto Consiglio è stato costituito presso il CNPDS, che sin dal 1982 era già attivo in campo internazionale svolgendo funzione di coordinamento scientifico tra le quattro grandi organizzazioni operanti nel campo della politica criminale – dotate di statuto consultivo presso il Consiglio economico e sociale delle Nazioni Unite – e che dal 1989 detiene esso stesso tale statuto. L’insediamento del Consiglio consultivo internazionale scientifico e tecnico/ISPAC ha avuto luogo a Milano nel 1991.

## Storia
Su volere del CNPDS, nel 1960, fu fondato l'Istituto lombardo di studi economici e sociali, con sede a Milano.

## Composizione
Il CNPDS ha al vertice un presidente, un vice presidente ed un segretario generale. È poi composto dal Consiglio di Amministrazione, dal Collegio dei revisori dei conti..

### Presidenti
- Adolfo Beria di Argentine, fondatore;
- Alessandro Casati, dal 22 luglio 1948 al 5 giugno 1955;
- Enrico De Nicola,  dal 18 dicembre 1955 al 10 ottobre 1959;
- Michele De Pietro, dal 14 maggio 1960 al 7 ottobre 1967;
- Domenico Macaggi, dal 7 ottobre 1968 al 9 marzo 1969;
- Giuseppe Branca, dal 3 maggio 1971 al 18 maggio 1972;
- Guido Gonella, dal 23 luglio 1973 al 19 agosto 1982;
- Giovanni Spadolini, dal 29 novembre 1982 al 4 luglio 1994;
- Mario Monti dal 28 giugno 1995 al 20 luglio 1998;
- Virginio Rognoni, dal 20 luglio 1998 al 30 novembre 1999;
- Guido Rossi, dal 30 novembre 1999 al 21 marzo 2;
- Renato Ruggiero, dal 21 marzo 2005 al 12 marzo 2009;
- Livia Pomodoro, dal 21 giugno 2010 al 27 ottobre 2017;
- Piergiuseppe Biandrino, dal 27 ottobre 2017 ad oggi.

### Membri di rilievo
- Alessandro Vannucchi;
- Miro Allione;[5]
- Mario Boneschi;
- Claudio Cesare Secchi;
- Vincenzo Palumbo;
- Giordano Dell'Amore;
- Arnaldo Mauri;
- Pasquale Saraceno;
- Giordano Dell'Amore;
- Rossana Rossanda;
- Beniamino Andreatta;
- Cesare Grassetti;
- Giandomenico Pisapia;
- Giuliano Vassalli;
- Renato Treves;
- Alessandro Pizzorno;
- Giuseppe De Rita;
- Riccardo Bauer.

## Editoria
Il CNPDS stampa due pubblicazioni periodiche: una rivista quadrimestrale in italiano denominata Sociologia del Diritto ed una rivista in francese, Cahiers De Defense Sociale. La Fondazione, inoltre, grazie anche al contributo degli illustri membri che ne facevano parte, ha pubblicato, quale ente editoriale, numerosi  libri e pubblicazioni.